# Bezirk St. Veit an der Glan
Der Bezirk St. Veit an der Glan ist ein politischer Bezirk des österreichischen Bundeslandes Kärnten.

## Choronyme
Entgegen dem Text im „Kärntner Bezirkshauptmannschaften-Gesetz“ heißt es auf der Homepage des Bezirkes „BH St.Veit an der Glan“ und „St. Veit a. d. Glan“ bzw. Stadt „St. Veit a.d.Glan“ und „St. Veit a. d. Glan“.

## Angehörige Gemeinden

Der Bezirk hat eine Fläche von 1.493,58 km² und umfasst 20 Gemeinden, darunter vier Städte und neun Marktgemeinden. Alle Gemeinden liegen im Gerichtsbezirk Sankt Veit an der Glan, die Einwohnerzahlen stammen vom 1. Jänner 2024.
| Gemeinde               | slowenisch       | Lage | Ew     | km²    | Ew / km² | Gerichtsbezirk         | Region | Typ             | Foto | Metadaten         |
| ---------------------- | ---------------- | ---- | ------ | ------ | -------- | ---------------------- | ------ | --------------- | ---- | ----------------- |
| Althofen               | Stari dvor       |      | 4.920  | 12,29  | 400      | Sankt Veit an der Glan |        | Stadt- gemeinde | ja   | Gem.Kennz.: 20501 |
| Brückl                 | Mostič           |      | 2.757  | 46,63  | 59       | Sankt Veit an der Glan |        | Markt- gemeinde | ja   | Gem.Kennz.: 20502 |
| Deutsch-Griffen        |                  |      | 841    | 71,44  | 12       | Sankt Veit an der Glan |        | Gemeinde        | nein | Gem.Kennz.: 20503 |
| Eberstein              | Svinec           |      | 1.223  | 65,24  | 19       | Sankt Veit an der Glan |        | Markt- gemeinde | ja   | Gem.Kennz.: 20504 |
| Frauenstein            |                  |      | 3.595  | 93,25  | 39       | Sankt Veit an der Glan |        | Gemeinde        | nein | Gem.Kennz.: 20534 |
| Friesach               | Breže            |      | 4.883  | 120,81 | 40       | Sankt Veit an der Glan |        | Stadt- gemeinde | ja   | Gem.Kennz.: 20505 |
| Glödnitz               |                  |      | 832    | 74,65  | 11       | Sankt Veit an der Glan |        | Gemeinde        | ja   | Gem.Kennz.: 20506 |
| Gurk                   | Krka             |      | 1.193  | 39,67  | 30       | Sankt Veit an der Glan |        | Markt- gemeinde | nein | Gem.Kennz.: 20508 |
| Guttaring              | Kotarče          |      | 1.491  | 54,93  | 27       | Sankt Veit an der Glan |        | Markt- gemeinde | ja   | Gem.Kennz.: 20509 |
| Hüttenberg             |                  |      | 1.275  | 134,52 | 9,5      | Sankt Veit an der Glan |        | Markt- gemeinde | ja   | Gem.Kennz.: 20511 |
| Kappel am Krappfeld    |                  |      | 1.957  | 49,70  | 39       | Sankt Veit an der Glan |        | Gemeinde        | nein | Gem.Kennz.: 20512 |
| Klein St. Paul         | Mali Šentpavel   |      | 1.786  | 68,58  | 26       | Sankt Veit an der Glan |        | Markt- gemeinde | ja   | Gem.Kennz.: 20513 |
| Liebenfels             |                  |      | 3.411  | 58,85  | 58       | Sankt Veit an der Glan |        | Markt- gemeinde | ja   | Gem.Kennz.: 20515 |
| Metnitz                |                  |      | 1.845  | 223,14 | 8,3      | Sankt Veit an der Glan |        | Markt- gemeinde | nein | Gem.Kennz.: 20518 |
| Micheldorf             |                  |      | 951    | 17,00  | 56       | Sankt Veit an der Glan |        | Gemeinde        | ja   | Gem.Kennz.: 20519 |
| Mölbling               |                  |      | 1.320  | 48,95  | 27       | Sankt Veit an der Glan |        | Gemeinde        | nein | Gem.Kennz.: 20520 |
| St. Georgen am Längsee |                  |      | 3.620  | 69,81  | 52       | Sankt Veit an der Glan |        | Gemeinde        | nein | Gem.Kennz.: 20523 |
| St. Veit an der Glan   | Šentvid ob Glini |      | 12.264 | 50,79  | 241      | Sankt Veit an der Glan |        | Stadt- gemeinde | ja   | Gem.Kennz.: 20527 |
| Straßburg              |                  |      | 1.978  | 97,58  | 20       | Sankt Veit an der Glan |        | Stadt- gemeinde | nein | Gem.Kennz.: 20530 |
| Weitensfeld im Gurktal |                  |      | 1.998  | 95,77  | 21       | Sankt Veit an der Glan |        | Markt- gemeinde | nein | Gem.Kennz.: 20531 |

## Bevölkerungsentwicklung

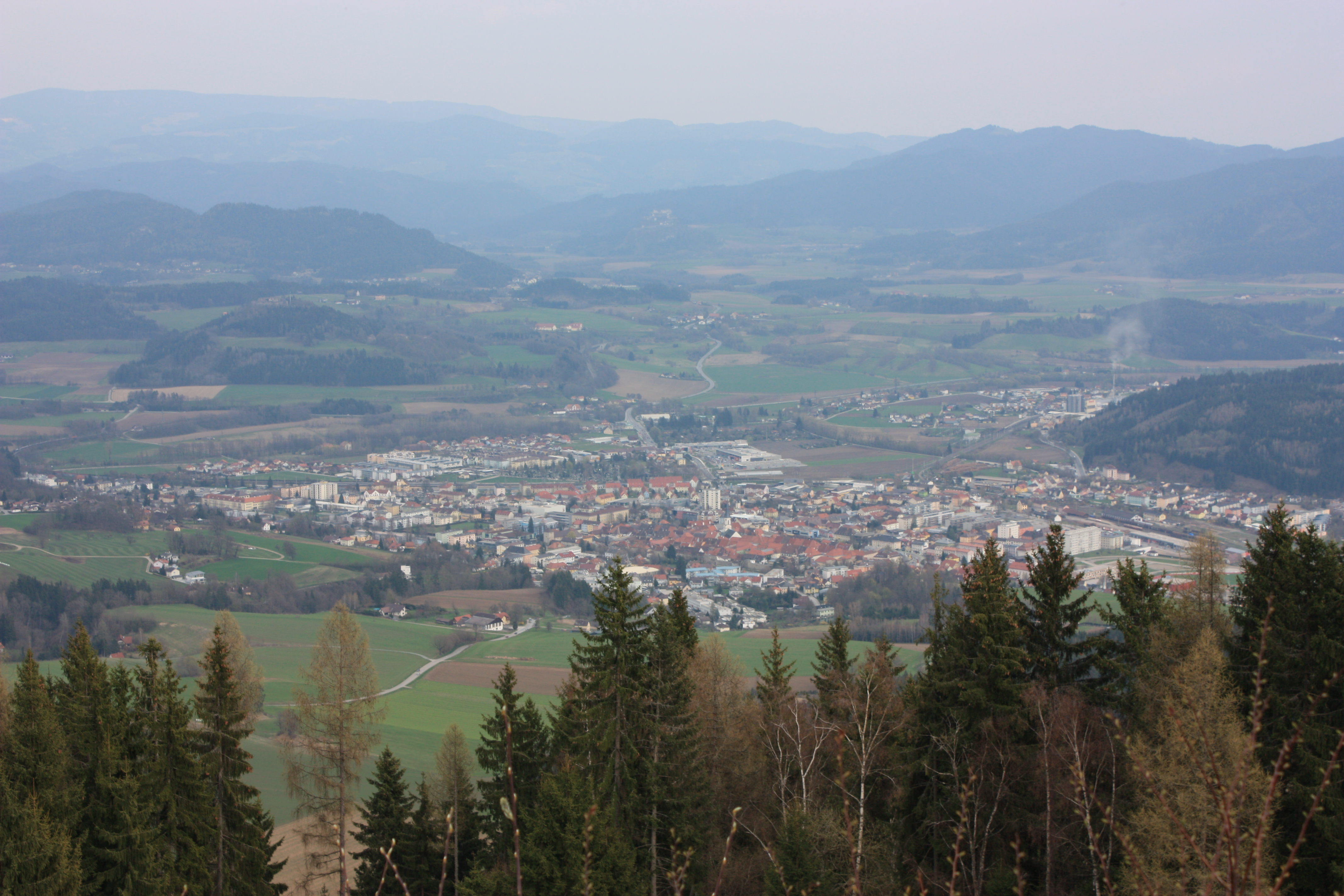
St. Veit vom Lorenziberg

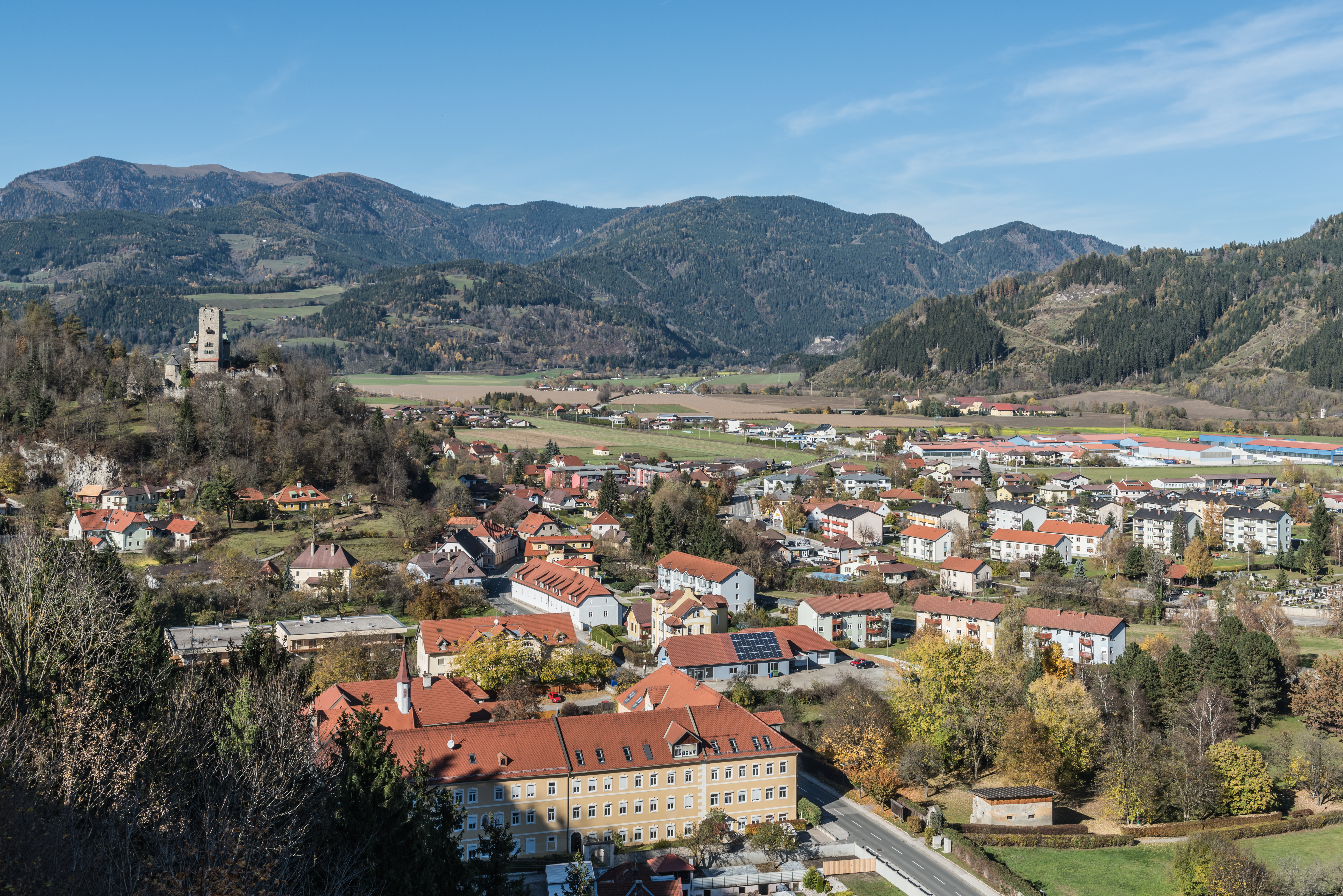
Friesach nach Norden mit Geyersberg

Der Bezirk St. Veit an der Glan hat 54.140 Einwohner (Stand 1. Jänner 2024). Die Bevölkerungsdichte ist niedriger als der Landesschnitt, die Hauptsiedlungsgebiete sind das Metnitz-, Glan- und Gurktal. Das Arbeitszentrum ist die Bezirkshauptstadt St. Veit. Über die in Nord-Süd-Richtung verlaufende Hauptverkehrsachse Südbahn / Klagenfurter Schnellstraße S 37 sind St. Veit und die Gemeinden Althofen und Friesach gut mit Klagenfurt im Süden und dem Murtal im Norden verbunden. In diesen drei Orten sind über 60 % aller Arbeitsplätze des Bezirkes. Das obere Gurktal, das Metnitz- und das Görtschitztal sind dagegen sehr peripher.
Die negative Bevölkerungsentwicklung der letzten Jahrzehnte ist auf die negative Wanderungsbilanz zurückzuführen, die Geburtenbilanz war bis 2001 positiv. In den Jahren von 1991 bis 2001 gab es um 734 mehr Geburten als Todesfälle. In den Jahren 2013 bis 2017 veränderten sich die Trends: die Geburtenbilanz wurde negativ (−721), die Wanderungsbilanz leicht positiv (+60).

### Einkommen, Arbeitslosigkeit
Das Durchschnittseinkommen im Bezirk St. Veit liegt knapp am Durchschnitt von Kärnten, aber deutlich unter dem von Österreich. Dagegen ist die Arbeitslosenquote unter der von Kärnten und seit 2015 knapp an der von Österreich. Auffallend ist, dass die Jugendarbeitslosigkeit sehr hoch ist. Dagegen ist Anzahl der Langzeitarbeitslosen weit unter dem Durchschnitt von Kärnten und Österreich.
| Hier fehlt eine Grafik, die leider im Moment aus technischen Gründen nicht angezeigt werden kann. Wir arbeiten daran! | Hier fehlt eine Grafik, die leider im Moment aus technischen Gründen nicht angezeigt werden kann. Wir arbeiten daran! |

| Hier fehlt eine Grafik, die leider im Moment aus technischen Gründen nicht angezeigt werden kann. Wir arbeiten daran! | Hier fehlt eine Grafik, die leider im Moment aus technischen Gründen nicht angezeigt werden kann. Wir arbeiten daran! |

### Pendler
Der Bezirk St. Veit hat einen hohen Anteil an Auspendlern, die im Kärntner Zentralraum mit den Städten Klagenfurt und Villach arbeiten. Im Jahr 2014 waren dies 35 % der Erwerbstätigen, während etwa 20 % aus anderen Bezirken einpendelten.

### Stellenangebot und Lehrstellenmarkt
Die Anzahl der offenen Stellen nahm im Jahr 2016 um fast ein Viertel gegenüber 2015 zu.
Bei der Lehrlingsausbildung ist die Konzentration auf wenige Berufe problematisch: Bei den weiblichen Lehrlingen waren ein Drittel in den drei Berufen Einzelhandel, Friseurin und Bürokauffrau tätig, bei den männlichen Lehrlingen sogar die Hälfte in den drei Berufen Metalltechnik, Elektrotechnik und Kraftfahrzeugtechnik.

### Bildung
Der Trend zu höherer Bildung zeigt sich auch im Bezirk St. Veit:
| Hier fehlt eine Grafik, die leider im Moment aus technischen Gründen nicht angezeigt werden kann. Wir arbeiten daran!St. Veit (Angaben in %) | Hier fehlt eine Grafik, die leider im Moment aus technischen Gründen nicht angezeigt werden kann. Wir arbeiten daran!Kärnten | Hier fehlt eine Grafik, die leider im Moment aus technischen Gründen nicht angezeigt werden kann. Wir arbeiten daran!Österreich |

## Wirtschaft

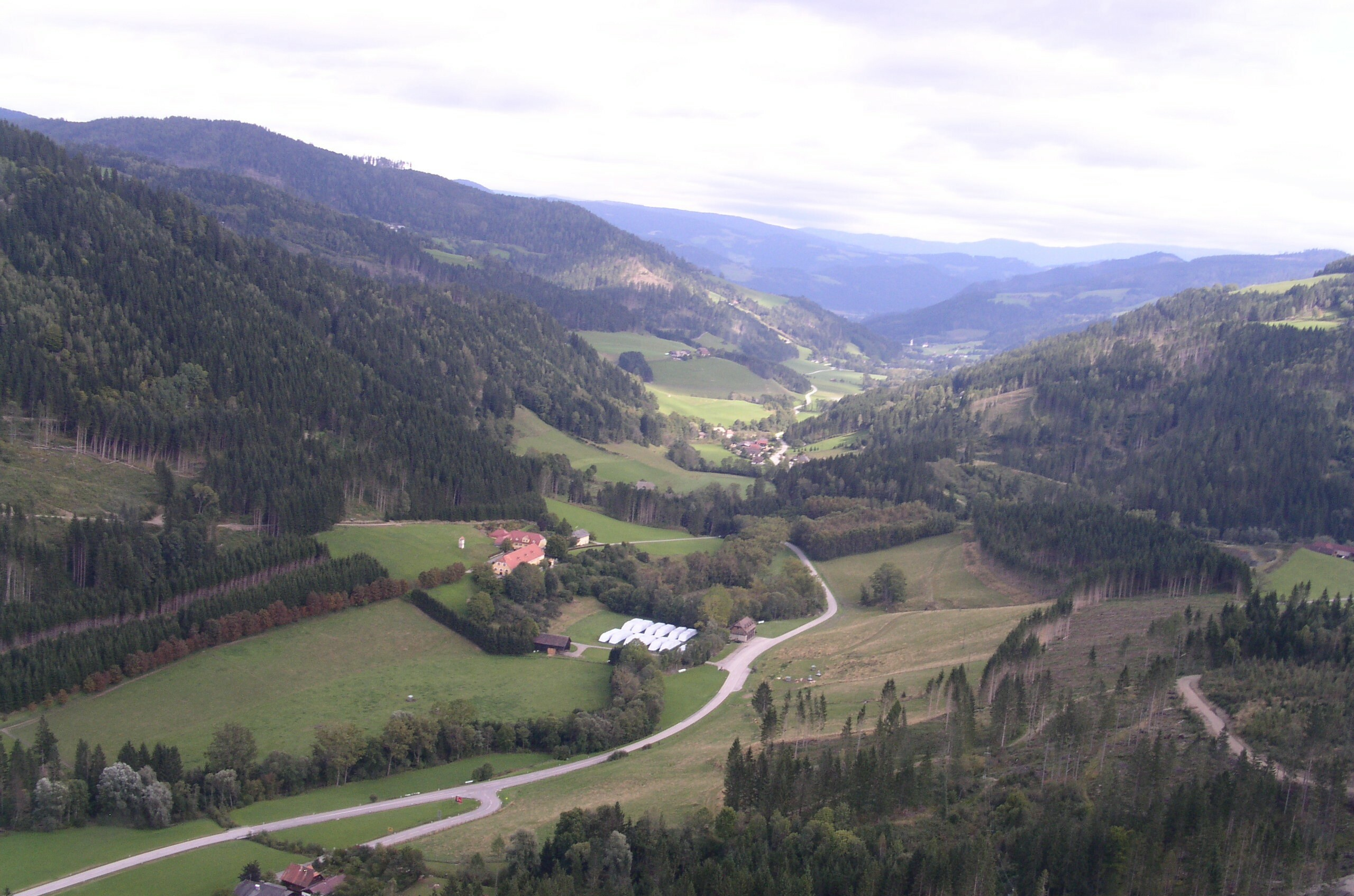
Metnitztal

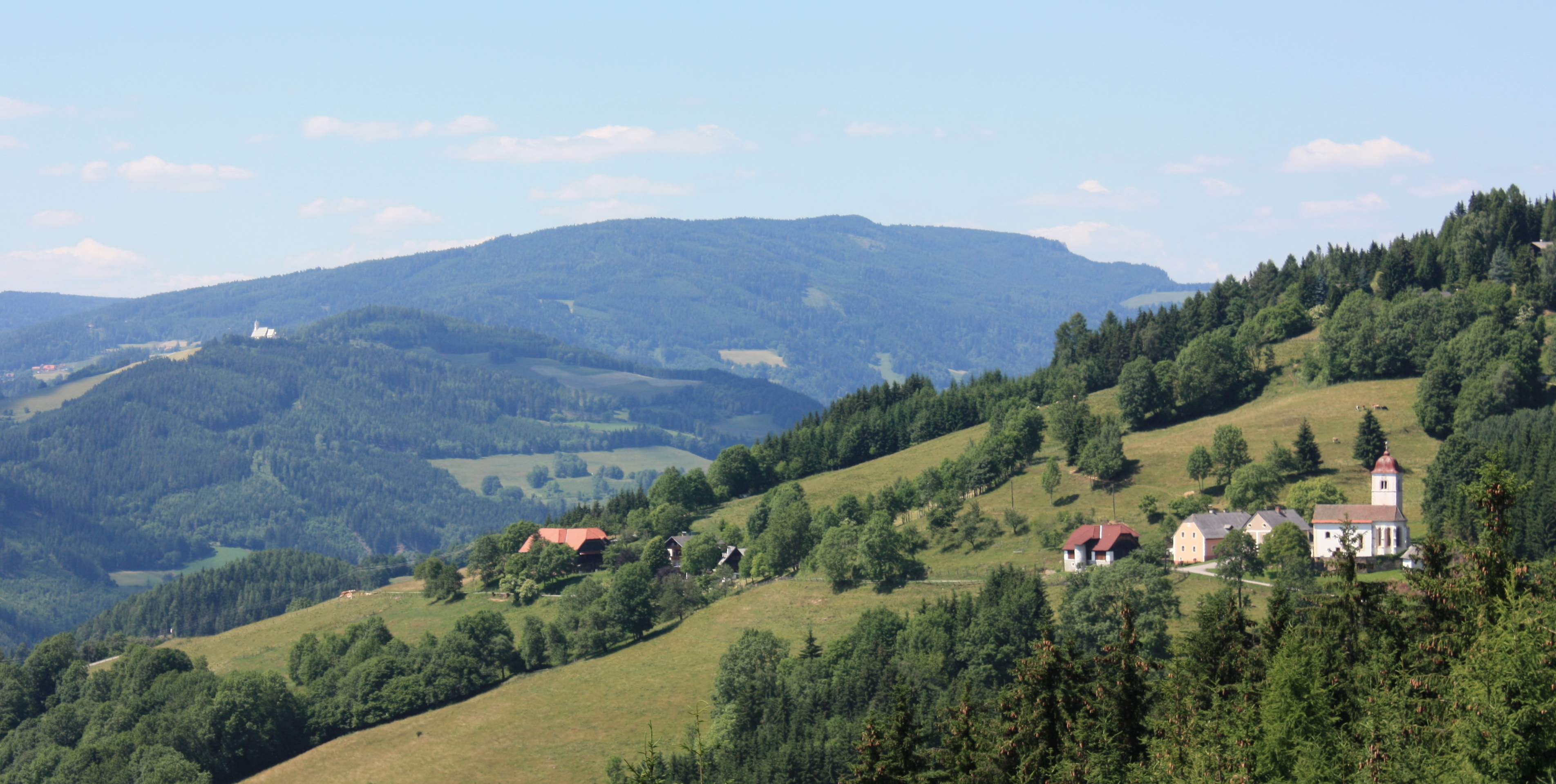
Görtschitztal

Die wirtschaftlichen Schwerpunkte des Bezirks St. Veit ist die Industrie, in geringerem Umfang auch der Tourismus. Von den 16.000 Beschäftigten im Bezirk arbeitet etwa ein Drittel in Großbetrieben. Überdurchschnittlich stark sind Elektrotechnik und Elektronik, aber auch Solartechnik und Metallverarbeitung spielen eine wichtige Rolle. Der Tourismus ist schwächer als in anderen Kärntner Bezirken, aber der Längsee gibt der Gemeinde St. Georgen einen wichtigen Impuls.

### Wirtschaftsstruktur
Im Bezirk gibt es einen überdurchschnittlich starken Produktionssektor mit technologischer Ausrichtung. Im Primärsektor, der Land- und Forstwirtschaft, sind mit 1,7 % der Erwerbstätigen etwas mehr als im Kärntner Durchschnitt beschäftigt.
| Hier fehlt eine Grafik, die leider im Moment aus technischen Gründen nicht angezeigt werden kann. Wir arbeiten daran!St. Veit | Hier fehlt eine Grafik, die leider im Moment aus technischen Gründen nicht angezeigt werden kann. Wir arbeiten daran!Kärnten |

### Land- und Forstwirtschaft
Der Bezirk St. Veit hat mit 1.540 Betrieben nach Spittal (2.241) und Wolfsberg (1.671) die drittgrößte Anzahl von landwirtschaftlichen Hauptbetrieben in Kärnten. Der Rinderbestand ist mit 34.902 Tieren fast gleich hoch wie in Spittal (37.217) und Wolfsberg (36.528). Zusammen halten diese drei Bezirke etwa 60 % der Rinder in Kärnten (Stand 2017).
Von allen Kärntner Bezirken hat St. Veit den größten Holzeinschlag. Im Jahr 2017 wurden 500.332 Festmeter Holz geschlagen, davon waren über 96 % Nadelholz.

### Industrie / Verarbeitendes Gewerbe, Herstellung von Waren

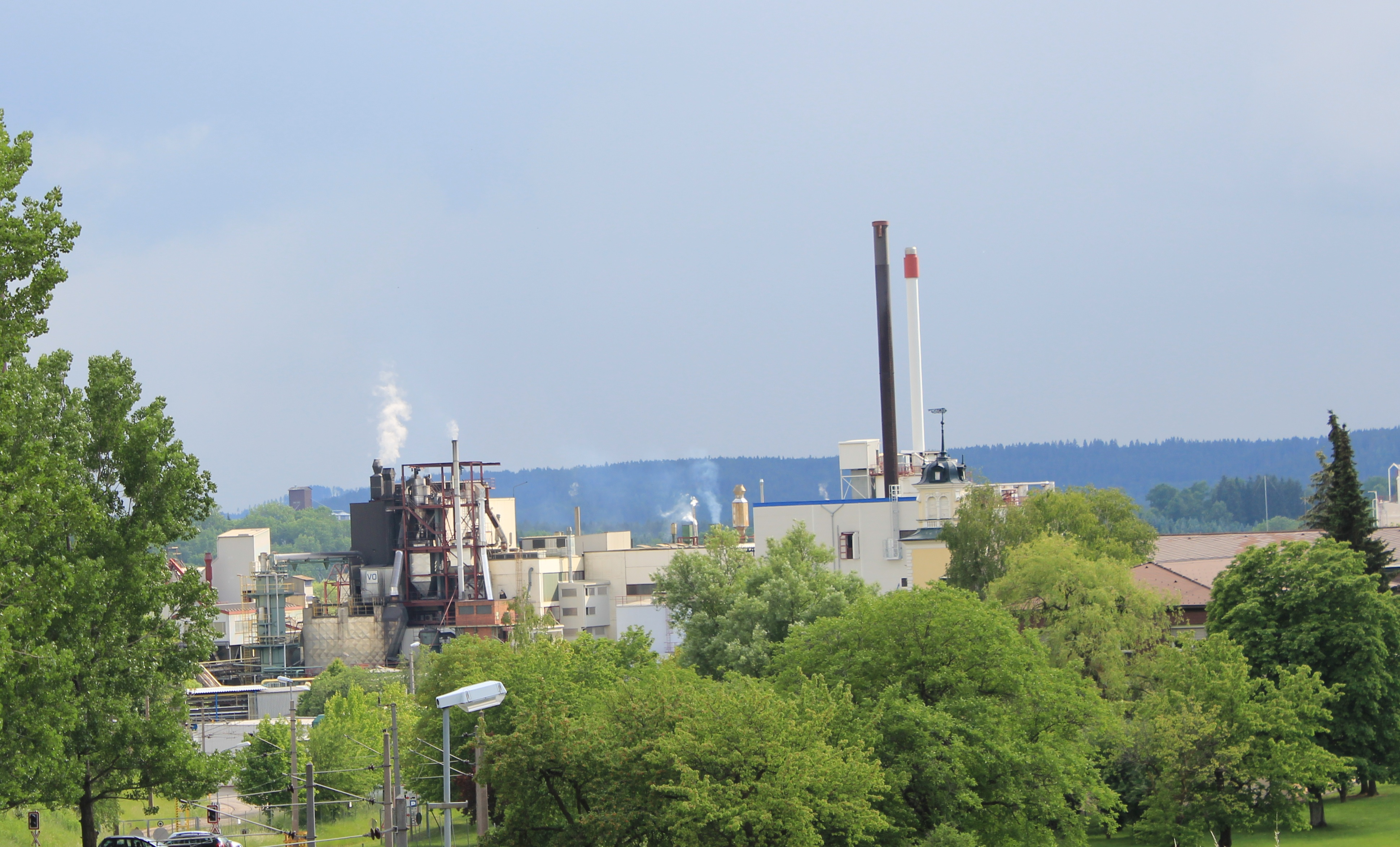
Treibacher Industrie AG

Die Betriebe mit den meisten Beschäftigten im Bezirk St. Veit sind (Stand 2016):
| Industriebetrieb               | Mitarbeiter |
| ------------------------------ | ----------- |
| Treibacher Industrie AG        | 660         |
| Flextronics International GmbH | 570         |
| Springer Maschinenfabrik AG    | 230         |
| Tilly Holzindustrie GmbH       | 180         |
| Greenotec Solarindustrie GmbH  | 130         |
| Hobas Rohre GmbH               | 100         |

| Dienstleistungsbetrieb                                       | Mitarbeiter |
| ------------------------------------------------------------ | ----------- |
| Rehabilitationszentrum Althofen, Dkfm Eder Betriebs-GmbH     | 550         |
| Allgemeines öffentliches Krankenhaus der Barmherzigen Brüder | 430         |
| A.Ö Krankenhaus des Deutschen Ordens Friesach GmbH           | 350         |

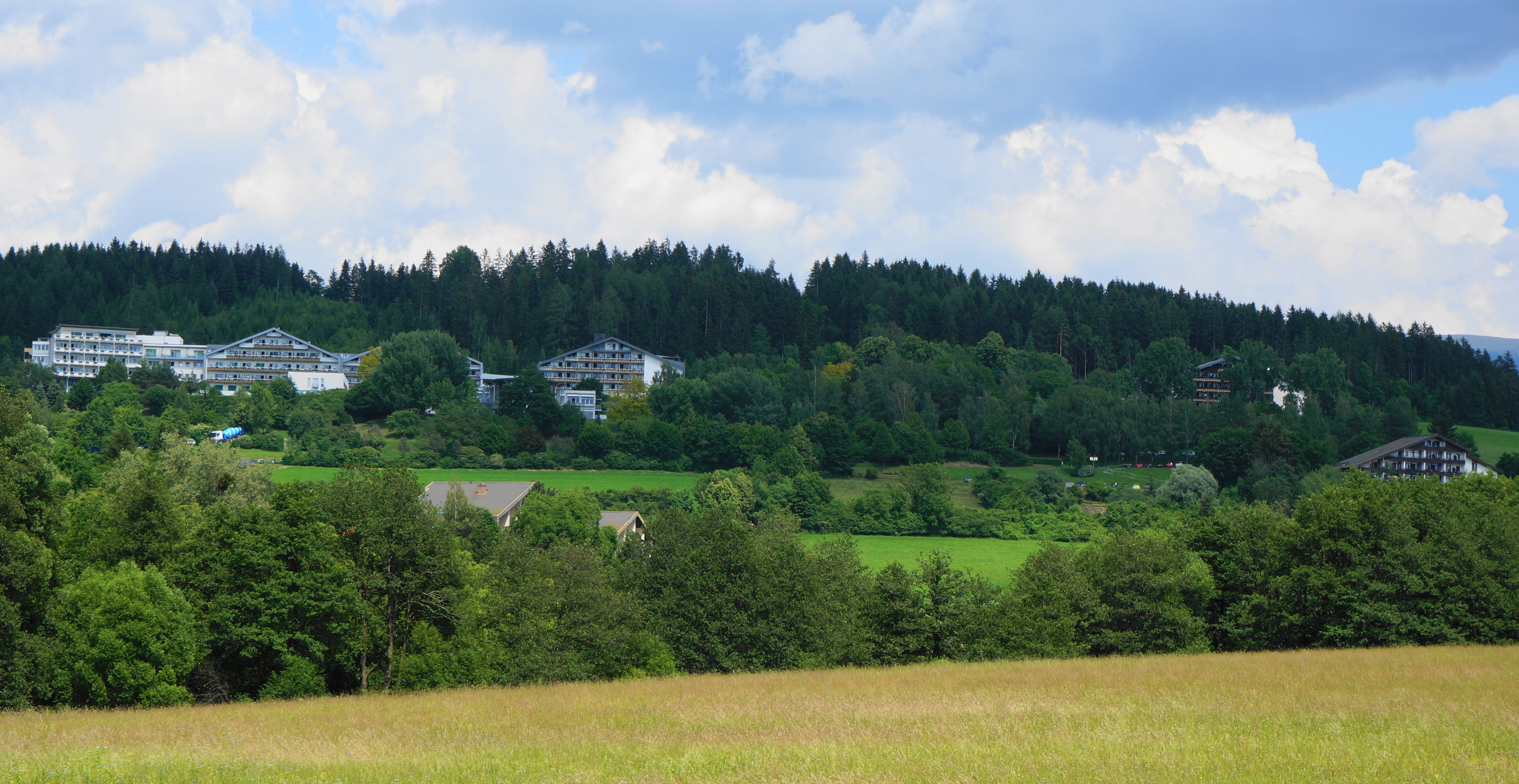
Althofen, Kur und Rehabilitationszentrum

Die Bezirkshauptstadt St. Veit an der Glan ist das wichtigste Arbeitszentrum, hier sind über 60 Prozent der Arbeitsplätze des Bezirkes.
Anzahl der Betriebe je Gemeinde (Stand 2016)

### Fremdenverkehr

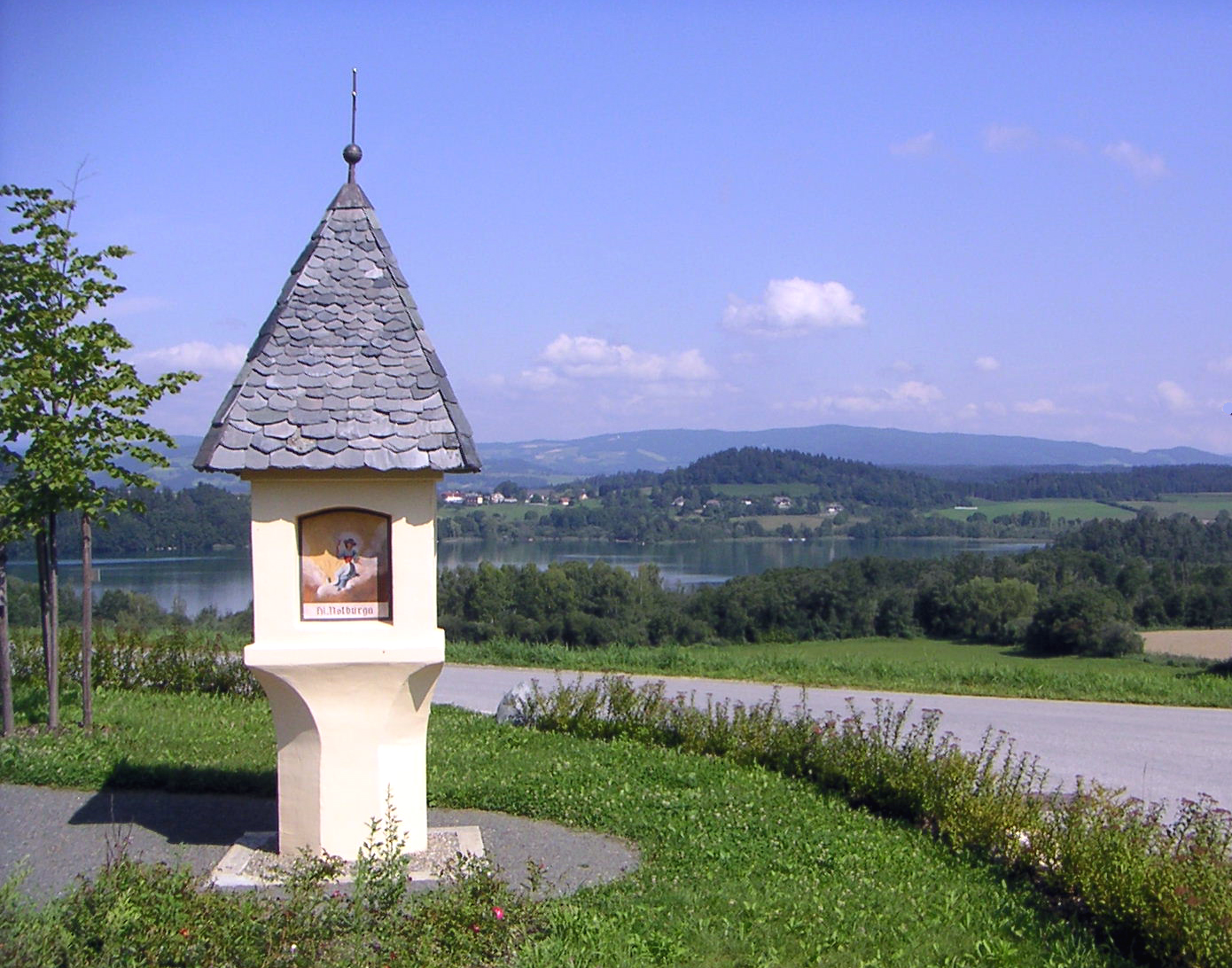
Bildstock mit Längsee

Der Fremdenverkehr spielt im Bezirk St. Veit insgesamt eine untergeordnete Rolle. Den Hauptanteil der Übernachtungen hat die Gemeinde Althofen auf Grund des Kur- und Rehabilitationszentrums, wo über 500 Mitarbeiter jährlich 10.000 Gäste betreuen. Neben der Bezirkshauptstadt St. Veit haben nur die Gemeinden Micheldorf und St. Georgen am Längsee rund um 10.000 Übernachtungen pro Jahr.
Übernachtungen im Tourismusjahr 2017 (in Tausend)

### Infrastruktur und Verkehr
- Eisenbahn: Die von Norden nach Süden verlaufende Südbahn bindet den zentralen Bereich des Bezirkes gut an Klagenfurt im Süden und das Murtal im Norden an. Von St. Veit führt auch eine Bahnlinie nach Westen über Feldkirchen zum Bahnknoten nach Villach.
- Straße: Parallel zur Südbahn verläuft von Norden kommend die gut ausgebaute Friesacher Straße B 17 bis in die Bezirkshauptstadt und weiter als Klagenfurter Schnellstraße S 7 nach Klagenfurt.[3]